# HMAS Bunbury (FCPB 217)
Pour les articles homonymes, voir HMAS Bunbury.
Le HMAS Bunbury (FCPB 217), nommé d’après la ville de Bunbury (Australie-Occidentale), était un patrouilleur de classe Fremantle de la Royal Australian Navy (RAN). Il était le dernier des 14 patrouilleurs de classe Fremantle (FCPB) construits pour la RAN.

## Conception et construction
À partir de la fin des années 1960, la planification d’une nouvelle classe de patrouilleurs pour remplacer la classe Attack a commencé, avec des conceptions visant à une meilleure tenue à la mer, un équipement et des armes plus modernes. Les navires de classe Fremantle avaient un déplacement de 220 tonnes à pleine charge, mesuraient 41,9 mètres de longueur hors tout, ils avaient une largeur de 7,39 mètres, et un tirant d'eau maximal de 1,75 mètre. Leur propulsion principale se composait de deux moteurs Diesel de la série MTU 538, qui fournissaient une puissance de 3200 chevaux (2400 kW) aux deux arbres d'hélice. L’échappement n’était pas expulsé par une cheminée, comme sur la plupart des navires, mais par des évents sous la ligne de flottaison. Les patrouilleurs pouvaient atteindre une vitesse maximale de 30 nœuds (56 km/h) et avaient une autonomie maximale de 5000 milles marins (9300 km) à 5 nœuds (9,3 km/h). L’équipage se composait de 22 personnes.
Chaque patrouilleur était armé d’un seul canon Bofors 40 mm L/60 monté à l’avant comme armement principal, complété par deux mitrailleuses Browning M2 de calibre .50 et un mortier de 81 mm,, mais le mortier a été retiré de tous les navires à la fin des années 1990. À l’origine, l’arme principale devait être constituée de deux canons de 30 mm sur un affût double, mais les Bofors reconditionnés ont été sélectionnés pour réduire les coûts. Des dispositions ont été prises pour installer un armement amélioré plus tard dans la carrière de la classe, mais cela ne s’est pas produit,.
Le HMAS Bunbury était équipé d’un radar de navigation haute définition, d’un équipement de communication à haute et ultra haute fréquence, d’un gyrocompas et d’un échosondeur. Il était également équipé d’un système de positionnement par satellites qui permettait de déterminer la position du navire avec une grande précision.

## Carrière
Le HMAS Bunbury a été construit au chantier naval North Queensland Engineers & Agents (NQEA) à Cairns, dans le Queensland. Il a été mis en chantier le 13 juin 1983 par NQEA, lancé le 3 novembre 1984 et mis en service dans la RAN le 15 décembre 1984, à la base navale de Cairns (HMAS Cairns), sous le commandement du capitaine de corvette David Oliver, RAN.
Le HMAS Bunbury a été désarmé le 11 février 2006 au HMAS Coonawarra à Darwin, en même temps que son sister-ship le HMAS Wollongong (FCPB 206), après 21 ans de service. Le patrouilleur a été démantelé à Darwin en 2006 et 2007, pour un coût de 450 000 dollars pour le gouvernement australien.